# Rivergaro
Rivergaro is een gemeente in de Italiaanse provincie Piacenza (regio Emilia-Romagna) en telt 6101 inwoners (31-12-2004). De oppervlakte bedraagt 43,8 km², de bevolkingsdichtheid is 128 inwoners per km².

## Demografie
Rivergaro telt ongeveer 2689 huishoudens. Het aantal inwoners steeg in de periode 1991-2001 met 15,3% volgens cijfers uit de tienjaarlijkse volkstellingen van ISTAT.
| Jaar | Inwoneraantal |
| ---- | ------------- |
| 1991 | 4777          |
| 2001 | 5507          |

## Geografie
Rivergaro grenst aan de volgende gemeenten: Gazzola, Gossolengo, Podenzano, Travo, Vigolzone.

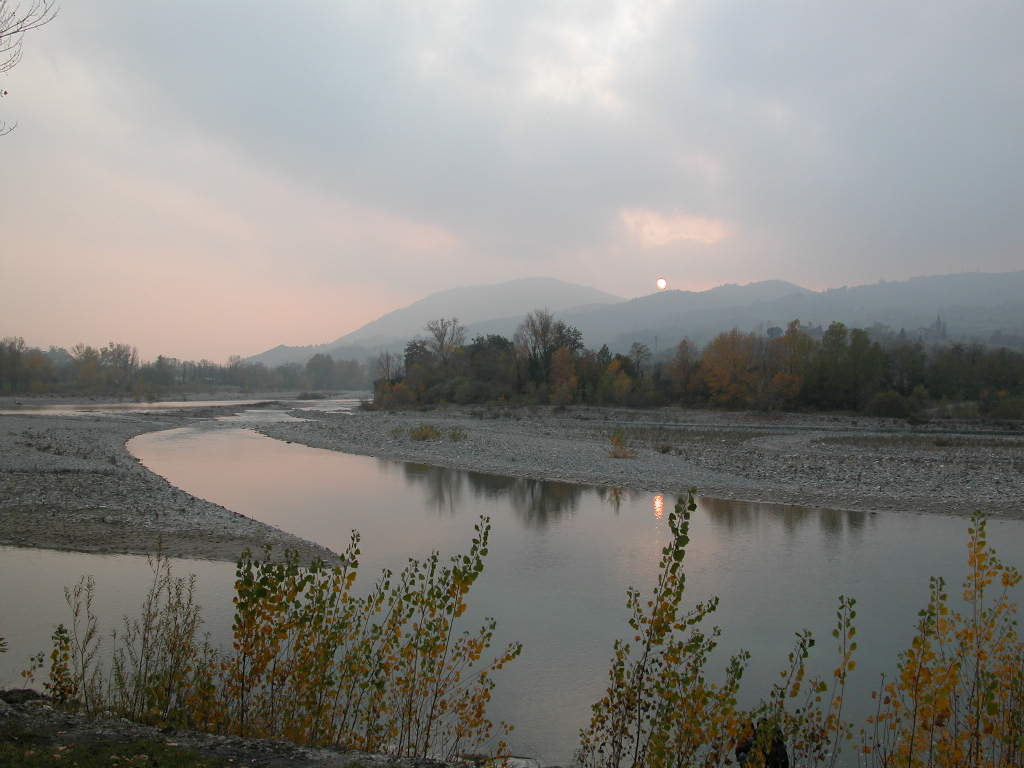
Rivier de Trebbia bij Rivergaro

Agazzano · Alseno · Alta Val Tidone · Besenzone · Bettola · Bobbio · Borgonovo Val Tidone · Cadeo · Calendasco · Caorso · Carpaneto Piacentino · Castel San Giovanni · Castell'Arquato · Castelvetro Piacentino · Cerignale · Coli · Corte Brugnatella · Cortemaggiore · Farini · Ferriere · Fiorenzuola d'Arda · Gazzola · Gossolengo · Gragnano Trebbiense · Gropparello · Lugagnano Val d'Arda · Monticelli d'Ongina · Morfasso · Ottone · Piacenza · Pianello Val Tidone · Piozzano · Podenzano · Ponte dell'Olio · Pontenure · Rivergaro · Rottofreno · San Giorgio Piacentino · San Pietro in Cerro · Sarmato · Travo · Vernasca · Vigolzone · Villanova sull'Arda · Zerba · Ziano Piacentino
- MusicBrainz: bb7b1f0b-a793-44ca-9492-e196d7d27aed
- Virtual International Authority File: 244333008

1. ↑  https://demo.istat.it/?l=it.